# Кубок Лихтенштейна по футболу 2000/2001
Кубок Лихтенштейна по футболу 2000/01 (нем. Liechtensteiner Cup 2000/01) — 56-й сезон ежегодного футбольного соревнования в Лихтенштейне. Победитель кубка квалифицируется в квалификационный раунд Кубок УЕФА 2001/02. Обладателем кубка в 30-й раз в своей истории стал Вадуц.

## Первый раунд
Матчи состоялись 27 и 18 октября 2000 года.
| Хозяева        | Счёт | Гости       |
| -------------- | ---- | ----------- |
| Вадуц III      | 0:3  | Эшен-Маурен |
| Тризен II      | 3:8  | Шан         |
| Бальцерс II    | 1:2  | Шан II      |
| Тризенберг II  | 3:4  | Руггелль II |
| Тризен         | 1:0  | Вадуц II    |
| Эшен-Маурен II | 0:6  | Бальцерс    |
| Тризенберг     | 0:3  | Руггелль    |

## 1/4 финала
Матчи состоялись 7 и 8 ноября 2000 года.
| Хозяева     | Счёт | Гости       |
| ----------- | ---- | ----------- |
| Шан II      | 1:9  | Эшен-Маурен |
| Руггелль II | 1:13 | Вадуц       |
| Тризен      | 2:0  | Бальцерс    |
| Шан         | 1:4  | Руггелль    |

## 1/2 финала
Матчи состоялись 14 марта и 3 апреля 2001 года.
| Хозяева  | Счёт | Гости       |
| -------- | ---- | ----------- |
| Тризен   | 0:4  | Вадуц       |
| Руггелль | 1:0  | Эшен-Маурен |

## Финал
Финал состоялся 9 мая 2001 года на стадионе Райнпарк в Вадуце.
| Хозяева | Счёт | Гости    |
| ------- | ---- | -------- |
| Вадуц   | 9:0  | Руггелль |